# Diversidad sexual en las Islas Malvinas
La diversidad sexual en las Islas Malvinas (Falkland Islands en inglés) es un tema que ha sido tratado de distintas maneras a lo largo de la historia. Como territorio disputado (reclamado por Argentina y controlado de facto por el Reino Unido), para ciertas situaciones las islas se encuentran sujetas a la jurisdicción y disposiciones del Reino Unido. En la actualidad los ciudadanos LGBT gozan de los mismos derechos que los heterosexuales en varios aspectos. Tanto la unión civil como el matrimonio entre personas del mismo sexo fueron equiparados para parejas homosexuales y heterosexuales en 2017. En abril del mismo año se celebró por primera vez en las islas el Día Internacional del Orgullo LGBT en la ciudad de Puerto Argentino/Stanley.

## Legalidad de la homosexualidad
Los actos homosexuales entre adultos, por mutuo consentimiento y dentro del ámbito privado fueron despenalizados en 1989. La edad de consentimiento sexual homosexual fue equiparada a la heterosexual en 2005 a 16 años.

## Matrimonio
La Asamblea Legislativa de las Islas Malvinas, la legislatura de las islas como territorio británico de ultramar, aprobó el matrimonio entre personas del mismo sexo el 30 de marzo de 2017 por siete votos contra uno. La medida entró en vigor luego de la aprobación real el 13 de abril del mismo año.

## Adopción y familias
La familia homoparental fue reconocida plenamente con la aprobación del matrimonio gay, así como también el derecho a la adopción homoparental conjunta. La reforma de la ley de 2017 relacionada con el matrimonio y la unión civil incluyó una nueva disposición en la Ordenanza sobre el Matrimonio de las islas que establece que "un padre en una unión civil... tiene los mismos derechos y responsabilidades hacia un niño que un padre con un niño en un matrimonio". Las razones oficiales adjuntas a las enmiendas a la ordenanza incluían una nota que decía que "... los padres de un niño pueden ser dos madres o dos padres".

## Protección contra la discriminación
El Artículo 16 de la Constitución de las Islas Malvinas de 2008 prohíbe todo tipo de discriminación basada en la orientación sexual de una persona.

En esta sección, la expresión "discriminatorio" significa otorgar un trato diferente a diferentes personas por cualquier motivo, como sexo, orientación sexual, raza, color, idioma, religión, opinión política o de otra índole, origen nacional o social, asociación con una minoría nacional, propiedad, nacimiento u otra condición.

La Ordenanza sobre Delitos de 2014 prevé multas o penas de prisión de hasta 7 años para una persona que "utilice palabras o comportamientos amenazantes, o muestre cualquier material escrito que sea amenazante, y tenga la intención de fomentar el odio religioso o el odio por motivos de de orientación sexual". La Ordenanza sobre Pruebas y Procedimientos Penales de 2014 permite a los tribunales tratar un delito cometido sobre la base de la orientación sexual de la víctima como un factor agravante. Además, la Ordenanza de Prisiones de 2017 exige que el personal penitenciario trate a todos los reclusos por igual sin distinción, entre otras categorías, de orientación sexual, y la Ordenanza de Comunicaciones de 2017 prohíbe la distribución de material que incite al odio o la discriminación por motivos de orientación sexual.

## Identidad y expresión de género
Aunque la Ley de Reconocimiento de Género del Reino Unido de 2004 no se extiende a las Islas Malvinas, la Ordenanza de Procedimiento Penal y Evidencia de 2014 establece que "por ley, el género de una persona es su género registrado al nacer, a menos que la persona posea un reconocimiento de género certificado emitido bajo la sección 9 de la Ley de Reconocimiento de Género del Reino Unido de 2004, en cuyo caso el género de la persona es el género adquirido".

## Situación social

### Opinión pública
A pesar de que históricamente la sociedad malvinense es considerada como conservadora y tradicionalista, una consulta pública realizada en las islas arrojó que el 90% de los habitantes está a favor del matrimonio homosexual, una de las cifras de aprobación más altas del mundo.

### Servicio militar
La defensa de las islas se encuentra bajo la protección de las Fuerzas Armadas británicas, quienes derogaron en el año 2000 la prohibición de ingreso de homosexuales al servicio militar, permitiendo a los militares homosexuales servir libremente a partir de esa fecha siendo pública su orientación sexual.